# Івнінг-Шейд (Арканзас)
Івнінг-Шейд (англ. Evening Shade) — місто (англ. city) в США, в окрузі Шарп штату Арканзас. Населення — 420 осіб (2020).
Івнінг-Шейд є прототипом міста для американського ситкому Evening Shade (укр. Вечірня тінь) з Бертом Рейнольдсом у головній ролі.

## Географія
Івнінг-Шейд розташований на висоті 143 метра над рівнем моря за координатами 36°4′13″ пн. ш. 91°37′20″ зх. д. / 36.07028° пн. ш. 91.62222° зх. д. (36.070285, -91.622128).  За даними Бюро перепису населення США в 2010 році місто мало площу 4,15 км², уся площа — суходіл.

## Демографія
Згідно з переписом 2010 року, у місті мешкали 432 особи в 178 домогосподарствах у складі 128 родин. Густота населення становила 104 особи/км².  Було 222 помешкання (53/км²). 
Расовий склад населення:
| - 96,8 % — білих - 1,9 % — чорних або афроамериканців - 0,7 % — корінних американців |

До двох чи більше рас належало 0,7 %. Іспаномовні складали 0,9 % від усіх жителів.
За віковим діапазоном населення розподілялося таким чином: 23,1 % — особи молодші 18 років, 57,2 % — особи у віці 18—64 років, 19,7 % — особи у віці 65 років та старші. Медіана віку мешканця становила 44,6 року. На 100 осіб жіночої статі у місті припадало 84,6 чоловіків;  на 100 жінок у віці від 18 років та старших — 84,4 чоловіків також старших 18 років.
Середній дохід на одне домашнє господарство  становив 36 386 доларів США (медіана — 32 031), а середній дохід на одну сім'ю — 38 201 долар (медіана — 31 250). Медіана доходів становила 24 226 доларів для чоловіків та 26 875 доларів для жінок. За межею бідності перебувало 20,0 % осіб, у тому числі 21,7 % дітей у віці до 18 років та 12,9 % осіб у віці 65 років та старших.
Цивільне працевлаштоване населення становило 156 осіб. Основні галузі зайнятості: освіта, охорона здоров'я та соціальна допомога — 25,6 %, виробництво — 25,0 %, роздрібна торгівля — 12,8 %, транспорт — 7,7 %.
За даними перепису населення 2000 року в Івнінг-Шейді мешкало 465 осіб, 137 сімей, налічувалося 204 домашніх господарств і 244 житлових будинки. Середня густота населення становила близько 113 осіб на один квадратний кілометр. Расовий склад Івнінг-Шейда за даними перепису розподілився таким чином: 98,49 % білих, 1,51 % — представників змішаних рас. Іспаномовні склали 0,22 % від усіх жителів міста.
З 204 домашніх господарств в 28,9 % — виховували дітей віком до 18 років, 53,9 % представляли собою подружні пари, які спільно проживали, в 10,3 % сімей жінки проживали без чоловіків, 32,8 % не мали сімей. 31,9 % від загального числа сімей на момент перепису жили самостійно, при цьому 17,2 % склали самотні літні люди у віці 65 років та старше. Середній розмір домашнього господарства склав 2,28 особи, а середній розмір родини — 2,88 людини.
Населення міста за віковим діапазоном за даними перепису 2000 року розподілилося таким чином: 25,2 % — жителі молодше 18 років, 6,7 % — між 18 і 24 роками, 25,2 % — від 25 до 44 років, 24,9 % — від 45 до 64 років і 18,1 % — у віці 65 років та старше. Середній вік мешканця склав 40 років. На кожні 100 жінок в Івнінг-Шейді припадало 86 чоловіків, у віці від 18 років та старше — 84,1 чоловіків також старше 18 років.
Середній дохід на одне домашнє господарство в місті склав 24 500 доларів США, а середній дохід на одну сім'ю — 31 111 доларів. При цьому чоловіки мали середній дохід в 23 958 доларів США на рік проти 15 833 долара середньорічного доходу у жінок. Дохід на душу населення в місті склав 13 662 долари на рік. 8,1 % від усього числа сімей в окрузі і 10,9 % від усієї чисельності населення перебувало на момент перепису населення за межею бідності, при цьому 8,3 % з них були молодші 18 років і 23,2 % — у віці 65 років та старше.